# نوپسرها نیگروهومرالیس
نوپسرها نیگروهومرالیس یک گونه سوسک از خانوادهٔ سوسک‌های شاخک‌دراز است. موریس پیک در سال ۱۹۲۷ این گونه را توصیف و بررسی کرد. این گونه در کشور ویتنام یافت شده است.